# Rhyacophila vuzana
Rhyacophila vuzana là một loài Trichoptera trong họ Rhyacophilidae. Chúng phân bố ở miền Tân bắc.